# Stefania Gurdowa
Stefania Gurdowa, nata Stefania Czerny (Bochnia, 1888 – Łodygowice, 1968), è stata una fotografa polacca.
Oltre al livello qualitativo delle lastre fotografiche che per lo più rappresentano ritratti, qualitativamente rilevanti, il fatto rilevante è che sono stati rinvenuti in una soffitta molti anni dopo la morte della fotografa e che lei stessa fosse del tutto sconosciuta.

## Biografia
il padre era musicista e capobanda di una orchestra di miniere di sale. Anche lei aveva imparato a suonare la cetra. Il suo maestro al Zakladzie Fotografii Artystycznej di Bochni è stato Wladyslaw Gargul. Dopo la prima guerra mondiale, diventata fotografa professionista nel 1921, con il marito Kazimierz Gurda e la figlia Zofia, nata nel 1917, si è trasferita a Leopoli (Lviv, in polacco), che all'epoca era parte della Polonia, anche se contesa dall'Ucraina.
In seguito riuscì a gestire ben tre studi fotografici fino al 1937, con base a Dębica e filiali a Mielec e a Ropczyce. Ebbe dei dipendenti tra i quali si distinse Feliks Adam Czelny (in polacco: Adama Feliksa Czelnego) che divenne noto per la sua documentazione fotografica sulla distruzione della città di Breslavia dopo la fine della seconda guerra mondiale. Negli anni '30 divorziò dal marito e dalla casa di Dębica portò via solo la figlia Zofia ed il pianoforte, lasciando tutta la sua attrezzatura fotografica, le lastre ed i negativi nella soffitta.
Probabilmente, anche in seguito alla crisi economica, aveva già chiuso le filiali di Mielec e Ropczyce, trasferendosi in una città della Slesia, dove aprì un nuovo studio. Con l'arrivo dei nazisti, lo studio fu requisito anche se continuò a lavorarci per un piccolo stipendio, poi riuscì a nascondersi mentre la figlia e la nipote furono catturate e trasferite in Austria.
Dopo la guerra si stabilì a Łodygowice, nei pressi di Żywiec, dove continuò a lavorare con la fotografia, mentre la figlia Zofia si trasferì in Francia. Per un periodo si prese cura della nipote Basia fin quando, diventata ragazza, tornò in Francia dalla madre. L'appartamento dove viveva Gurdowa è stato ripulito completamente alla sua morte e tutto il suo lavoro è andato perso. Le lastre ritrovate sono state in seguito donate alla città di Dębica e da questa prestate alla Fondazione Imago Mundi.
Morì nel 1968.

## La sua opera
Dopo la sua morte, i coniugi Gorzynik, hanno trovato nella soffitta della casa da loro appena comprata a Dębica, lastre e negativi in gran parte rovinati. In ogni caso passarono ancora molti anni prima che questo materiale fosse preso in considerazione e valutato.
Nel 2007 Andrzej Kramarz della Fondazione Imago Mundi ha visionato i materiali scansionati da Artur Barwacz ed è rimasto colpito dalla straordinaria qualità delle immagini. Si tratta infatti di oltre 1 200 ritratti accoppiati, oltre ad alcuni paesaggi. Normalmente per risparmiare sulla stessa lastra venivano scattate due fotografie della stessa persona. In queste immagini invece si tratta di accoppiamenti diversi; adulti, bambini, uomini, donne, anziani, ebrei e di altre religioni. Persone che raramente sorridono, gente apparentemente comune e di ogni professione, scattate tra le due guerre. Viene infatti da chiedersi se gli accostamenti siano stati accidentali o voluti.
Coincidenze e connessioni tra persone sulle quali nulla sappiamo, dove non c'è un nome né un appunto, ma sono accostate talvolta giovane/vecchio, nudo/vestito, maschio/femmina, mentre altre volte appaiono immagini della stessa persona ma capovolte. In genere sono ritratti di persone ben vestite, dalla vita in su ed in genere guardano fisso dentro all'obiettivo. Ciò che appare evidente, guardando le lastre, è che non sembrano persone "vive" ma appaiono come manichini, sapientemente agghindati dalla fotografa. In ogni caso quelli ritrovati nella soffitta sono una minima parte del lavoro della fotografa polacca. È stata una sua decisione consapevole o casuale? Essendo una professionista è lecito pensare che sapesse che i "film vengono archiviati".
Nel 2008 a Cracovia, curata da Agnieszka Sabor e Andrzej Kramarz, si è tenuta una mostra con 100 fotografie e la stampa di un catalogo con oltre 200 immagini. Da allora le sue fotografie sono state esposte in molte città della Polonia.